# 2012年ソマリア大統領選挙
2012年ソマリア大統領選挙（2012ねんソマリアだいとうりょうせんきょ、ソマリ語: Doorashada Madaxweynaha Soomaaliya ee 2012）は、ソマリアにおいて2012年8月20日に内戦状態の同国の暫定統治を終了したソマリア暫定連邦政府の後継政府の大統領を選出した選挙である。21年ぶりにソマリア国内で国家の指導者が選出された選挙であり、安定政権樹立に向けた重要な選挙と注目されることとなった。
選挙は2012年9月10日に連邦議会議員によって投票が行われ、穏健派で学者出身のハッサン・シェイク・モハムドが選出された。

## 概要
ソマリアは1991年にモハメド・シアド・バーレ大統領が追放されて以来、内戦が20年以上にわたって続き、正当な安定政権が存在しなかった。2000年にソマリア暫定国民政府(TNG, Transitional National Government)、2004年にはソマリア暫定連邦政府(TFG, Transitional Federal Government)が発足し、対外的にソマリアを代表する政府として国際的に認識されてきたが、その支配地域はソマリア中南部の一部にとどまった。
TFGは2012年8月20日の暫定統治終了というロードマップに従い、国際社会の後押しを受けながら憲法や議会の整備を実施。2012年8月1日にソマリア全国憲法制定会議が暫定憲法を圧倒的多数の賛成で採択し、これに基づき連邦議会議員が選出された。招集された議会では議長などが選出され、9月10日に大統領選挙が実施されることとなった。
大統領選挙には暫定政府のシェイク・シャリフ・シェイク・アフマド元大統領、アブディウェリ・モハメド・アリ首相、学者出身の活動家で平和開発党党首のハッサン・シェイク・モハムドなど25人が立候補。アフマド元大統領は汚職疑惑が指摘されていたが有力候補と目されていた。

## 選挙結果
| 候補者                                           | 第1回投票 | 第1回投票 | 第2回投票 | 第2回投票 |
| 候補者                                           | 得票数    | 得票率    | 得票数    | 得票率    |
| ------------------------------------------------ | --------- | --------- | --------- | --------- |
| ハッサン・シェイク・モハムド                     | 60        | 22.22%    | 190       | 70.63%    |
| シェイク・シャリフ・シェイク・アフマド           | 64        | 23.70%    | 79        | 29.37%    |
| Abdiweli Mohamed Ali                             | 30        | 11.11%    |           |           |
| Abdulkadir Osoble Ali                            | 27        | 10.00%    |           |           |
| Abdullahi Ahmed Adow                             | 24        | 8.89%     |           |           |
| Abdirahman Baadiyow                              | 21        | 7.78%     |           |           |
| モハメド・アブドゥライ・モハメド・ファルマージョ | 14        | 5.19%     |           |           |
| Ahmed Ismail Samatar                             | 8         | 2.96%     |           |           |
| Yusuf Garaad Omar                                | 8         | 2.96%     |           |           |
| Abdiwahid Elmi Gonjeh                            | 3         | 1.11%     |           |           |
| Mohamed Abdiweli Sheikh Yusuf                    | 3         | 1.11%     |           |           |
| Omar Salad Elmi                                  | 2         | 0.74%     |           |           |
| Haji Mohamed Yasin Ismail                        | 2         | 0.74%     |           |           |
| Mohamed Abdullahi Omar                           | 1         | 0.37%     |           |           |
| Osman Mohamed Gaal                               | 1         | 0.37%     |           |           |
| Said Issa Mohamud                                | 1         | 0.37%     |           |           |
| Zakariye Mohamud Haji Abdi                       | 1         | 0.37%     |           |           |
| Mohamed Ahmed Salah                              | 0         | 0.00%     |           |           |
| Salad Ali Jelle                                  | 0         | 0.00%     |           |           |
| Maslah Mohamed Siad Barre                        | 0         | 0.00%     |           |           |
| Ibrahim Ali Hussein                              | 0         | 0.00%     |           |           |
| Abdirahman Mohamed Abdi Hashi                    | 0         | 0.00%     |           |           |
| 総計                                             | 270       | 100.0%    | 269       | 100.0%    |
|                                                  |           |           |           |           |
| 有効票数（有効率）                               | 270       | 99.63%    | 269       | 99.26%    |
| 無効票・白票（無効率）                           | 1         | 0.37%     | 2         | 0.74%     |
|                                                  |           |           |           |           |
| 投票総数（投票率）                               | 271       | 98.55%    | 271       | 98.55%    |
| 棄権者数（棄権率）                               | 4         | 1.45%     | 4         | 1.45%     |
|                                                  |           |           |           |           |
| 有権者数                                         | 275       | 100.0%    | 275       | 100.0%    |
| 出典：African Elections Database                 |           |           |           |           |

投票は連邦議会議員（定数275人）により行われた。第1回目の投票ではアフマド元大統領が64票の1位、モハムドが60票で2位となったが当選に必要な3分の2（184票）を得た候補がなく、この二人による決選投票が行われた。結果はモハムドが190票、アフマドが79票を獲得し、モハムドが大統領に当選した。選挙後、敗れたアフマドは結果を受け入れ、モハムド新政権に協力すると発表した。
大統領選挙では買収が横行し、これに嫌気がさした議員の票をモハムドが集めたのも勝因の一つとされる。大統領の任期は4年間である。
モハムドは就任式での演説で「ソマリアはまもなく新しい歴史の時代に入る」と宣言。また支持者には「全国民を祝福する。国民は新しい進路に向かっている」と呼びかけた。

## 国際社会の反応
- 国際連合 - ソマリア担当特使のオーガスティン・マヒガは、平和と繁栄に向けソマリア国民が大きな一歩を踏み出したと談話を発表[1]。関係者はソマリアの安定に向けた大きな節目であるとコメント[6]。
- 日本 - 玄葉光一郎外務大臣は新大統領の選出を歓迎し、引き続き支援していくとの談話を発表[3]。